# Blood Command
Blood Command ist eine norwegische Punk-Rock-Band aus Bergen. Die Band wurde im Jahre 2008 gegründet und steht bei Fysisk Format unter Vertrag.

## Geschichte
Gegründet wurde die Band als Scherz von dem Gitarristen Yngve Andersen und dem Schlagzeuger Sigurd Haakaas. Beide spielten zu der Zeit in der Hardcore-Band Jeroan Drive und wollten unterschiedlichste Arten von Musik vermischen. Der Bandname entstand aus der Vorliebe der Musiker für kitschige Actionfilme der 1980er Jahre wie Bloodsport oder Phantom-Kommando. Zusammen mit der Sängerin Silje Tombre nahm die Band die EP Five Inches of a Car Accident auf und spielte die ersten Konzerte.
Nach einer zweiten EP Party All the Way to the Hospital wurde im Jahre 2010 das Debütalbum Ghostclocks veröffentlicht. Das Album wurde für den Spellemannprisen in der Kategorie Rock nominiert. Der Preis ging allerdings an die Band Kvelertak. Im Jahre 2011 erschien die dritte EP Hand Us the Alpha Male!, ehe Ende 2012 das zweite Studioalbum Funeral Beach veröffentlicht wurde. Die bislang als Studio- und Live-Musiker aktiven Nikolas Jon Aarland (Gitarre) und Simon O. Økland (Bass) wurden mit diesem Studioalbum vollwertige Bandmitglieder.
Im Jahr 2014 gab die Band die Verabschiedung von Sängerin Silje Tombre bekannt. Die Besetzung wurde durch Karina Ljone vervollständigt.
Ende April 2017 veröffentlichte die Band ihr drittes Studioalbum Cult Drugs, nachdem im Januar gleichen Jahres die Single Cult Drugs erschien. Das Album wurde auf teamrock.com als energetisch und gewohnt vielseitig beschrieben; gleichwohl sei es eindeutig dem Genre des Post-Hardcore zuschreibbar, in dem sich die Band von Beginn an bewegt hat.
Im Juni 2021 wurde die ex-Pagan Sängerin Nikki Brumen als neue Sängerin bekannt gegeben und ersetzt damit Karina Ljone.

## Stil
Yngve Andersen gab an, dass die Musiker zahlreiche unterschiedliche Stile hören und die Band eine Vielzahl von Einflüssen hat, von denen die wichtigsten Drive Like Jehu, At the Drive-In, Refused, Hot Snakes, Depeche Mode, New Order, Descendents, The Faint, Comeback Kid, The Cure und Sonic Youth sind. Die Texte sind von den Gedanken der Mitglieder, Filmen, Hass, Liebe, Rache, den Dingen, die sie hassen, die sie lieben etc. inspiriert.

## Diskografie

### Studioalben
- 2010: Ghostclocks
- 2012: Funeral Beach
- 2017: Cult Drugs
- 2022: Praise Armageddonism
- 2023: World Domination

### EPs
- 2009: Five Inches of a Car Accident
- 2009: Party All the Way to the Hospital
- 2011: Hand Us the Alpha Male!
- 2019: Return of the Arsonist

### Singles
- 2012: Cult of the New Beat
- 2012: High Five for Life
- 2012: Here Next to Murderous
- 2017: Cult Drugs